# Mars (tyčinka)
Tyčinka Mars je cukrovinka s příměsí čokolády (40 %), nugátu (32 %) a karamelu (27 %) vyráběná firmou Mars, Incorporated od roku 1932. Je hnědé barvy, tradičně má černý obal s červenými písmeny. Na americkém trhu se tyčinka prodává v bílém obalu a obsahuje navíc mandle. Standardní tyčinka Mars váží 51 gramů (do roku 2013 měla 62,5 gramu, firma vysvětluje redukci váhy bojem proti obezitě), vyrábějí se také miniaturní tyčinky o váze 19,7 gramu, které se prodávají v balení po více kusech.
První tyčinku Mars vyrobil americký podnikatel Forrest Mars v roce 1932 v anglickém městě Slough, ta byla inspirována podobnou tyčinkou Milky Way, kterou vyráběl v USA jeho otec Franklin Mars již od roku 1923.